# 国家军事公园
国家军事公园（英語：National Military Park）、国家战场（National Battlefield）、国家战场公园（National Battlefield Park）和国家战场遗址（National Battlefield Site）是美国联邦政府为保护25处具有国家历史意义的战场遗址而设立的四种保护类别。这些保护类别适用于“在美国发展历程中具有重要影响的武装冲突期间，发生在美国本土的历史性战役遗址”。
目前共有11处国家战场、9处国家军事公园、4处国家战场公园和1处国家战场遗址。美国国家公园管理局对这四类遗址的保护管理政策并无区别。
这些遗址中有17处来自南北战争，4处来自美国独立战争，1处来自1812年战争，1处来自英法北美战争，另有2处是镇压原住民的战场。大洞国家战场是其中唯一位于美國西部的遗址。
1890年，奇克莫加和查塔努加国家军事公园成为首个由国会批准建立的此类遗址。最初这些遗址由美國戰爭部管理，后于1933年8月10日移交美国国家公园管理局。不同命名似乎反映了国会批准各遗址时的态度，不过“公园”称号通常保留给规模较大的遗址。目前仅面积较小的布赖斯十字路口国家战场遗址仍保留原有称号，其他类似遗址均已更名。部分战场被指定为国家纪念地（如小大角战役国家纪念地、米尔斯普林斯战役国家纪念地及十座曾经历战事的要塞）、国家历史公园（如哈珀斯费里国家历史公园、雪松溪和贝尔格罗夫国家历史公园）或国家历史遗址（如沙溪大屠杀国家历史遗址）。
根据国家公园系统规定，这些战场遗址均自动列入国家史迹名录。